# Concilio de Roma (485)
Al igual que en el 484, el año 485 fue convocado en Roma un concilio por el mismo Papa Félix III asistido por cuarenta y dos Obispos. 
Este Concilio se tuvo con motivo de la Iglesia de Antioquía, poco después de la expulsión de Calendion y del restablecimiento de Pedro el Batanador. Los Obispos renovaron en él por sus firmas los anatemas ya pronunciados por la Santa Sede contra Pedro Monge, Pedro el Batanador y Acacio. A este efecto dirigió el Concilio una Carta a los Presbíteros y Abades de Constantinopla en que declara que esta condenación fue resuelta por todo el Concilio precedente. Envía la Sentencia que se había dado contra Acacio pidiendo que se ejecute con resolución y confirmándola con nuevo anatema. En esta Carta hizo el Concilio alguna declaración de su Fe para mostrar que seguía los Dogmas del Concilio de Nicea , del primero de Éfeso y del de Calcedonia; pero este Artículo se ha perdido. La concluye gimiendo con que Acacio en lugar de humillarse hacia aun mayores delitos que antes, como se veía por lo que acababa de pasar en Antioquía.
Se debe notar aquí, que la Iglesia se hallaba entonces desolada por un cisma deplorable. Occidente no quería tener Comunión con Oriente a menos de que no se anatematizara, no solo a Nestorio, a Eutiques y a Dióscoro, sino también a Monge y a Acacio. En Oriente se veía a Egipto y Libia hacer un cuerpo de Comunión aparte con Paladio de Antioquía y el resto del Oriente hacia otro. Este es el estado a que las tramas de Acacio y la ligereza del Emperador Zenon habían reducido la Iglesia. 